# Дедрад (Муреш)
Дедрад (рум. Dedrad) насеље је у Румунији у округу Муреш у општини Батош. Oпштина се налази на надморској висини од 404 m.

## Становништво
Према подацима из 2002. године у насељу је живело 1526 становника.

### Попис2002.
| Расподела становништва по националности 2002.‍ | Расподела становништва по националности 2002.‍ | Расподела становништва по националности 2002.‍ | Расподела становништва по националности 2002.‍ | Расподела становништва по националности 2002.‍ |
| --------------------------------------------- | --------------------------------------------- | --------------------------------------------- | --------------------------------------------- | --------------------------------------------- |
|                                               |                                               |                                               |                                               |                                               |
| Румуни                                        | Румуни                                        |                                               | 1.394                                         | 91,3%                                         |
| Мађари                                        | Мађари                                        |                                               | 50                                            | 3,3%                                          |
| Роми                                          | Роми                                          |                                               | 31                                            | 2,0%                                          |
| Немци                                         | Немци                                         |                                               | 51                                            | 3,3%                                          |